# قطعنامه ۳۸۱ شورای امنیت
قطعنامه  ۳۸۱ شورای امنیت سازمان ملل متحد که در تاریخ ۳۰ نوامبر ۱۹۷۵ تصویب شد، سندی بین‌المللی دربارهٔ اسرائیل-جمهوری عربی سوریه است. این قطعنامه طی نشست ۱٬۸۵۶ام با ۱۳ موافق، ۰ مخالف و ۰ ممتنع تصویب شد.